# Annœullin
Annœullin (flämisch: Ennelin) ist eine französische Stadt mit 10.887 Einwohnern (Stand: 1. Januar 2022) im Département Nord in der Region Hauts-de-France. Sie gehört zum Arrondissement Lille und zum Kanton Annœullin. Die Einwohner heißen Annœullinois.

## Geografie
Die Stadt liegt am Canal de la Deûle, etwa auf halbem Weg zwischen Lille und Lens. Umgeben wird sie von den Nachbargemeinden Don im Norden, Allennes-les-Marais im Osten, Carnin im Südosten, Carvin im Süden, Bauvin im Südwesten, Provin im Westen und Sainghin-en-Weppes im Nordwesten.

## Bevölkerungsentwicklung
| Jahr                       | 1962 | 1968 | 1975 | 1982 | 1990 | 1999 | 2011 | 2020   |
| Einwohner                  | 5976 | 6319 | 6127 | 7214 | 8787 | 9719 | 9592 | 10.679 |
| Quellen: Cassini und INSEE |      |      |      |      |      |      |      |        |

## Sehenswürdigkeiten
- Rathaus
- Kirche Saint-Martin und Kirche Sacré-Cœur
- deutscher Soldatenfriedhof Annœullin

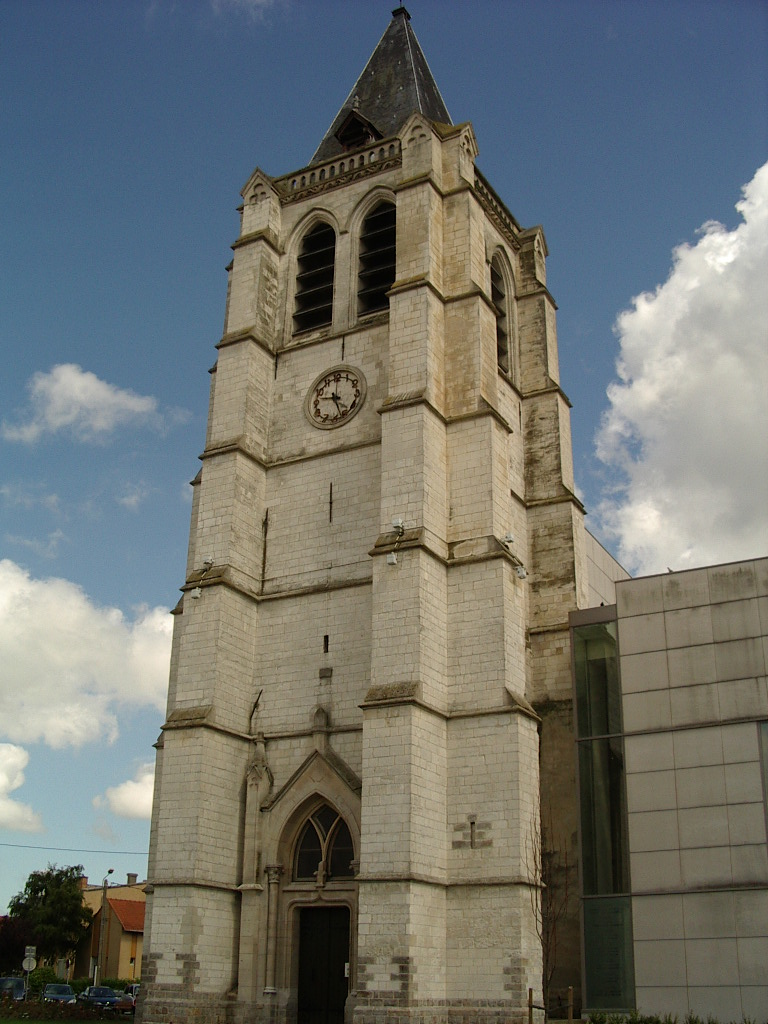
Kirche Saint-Martin
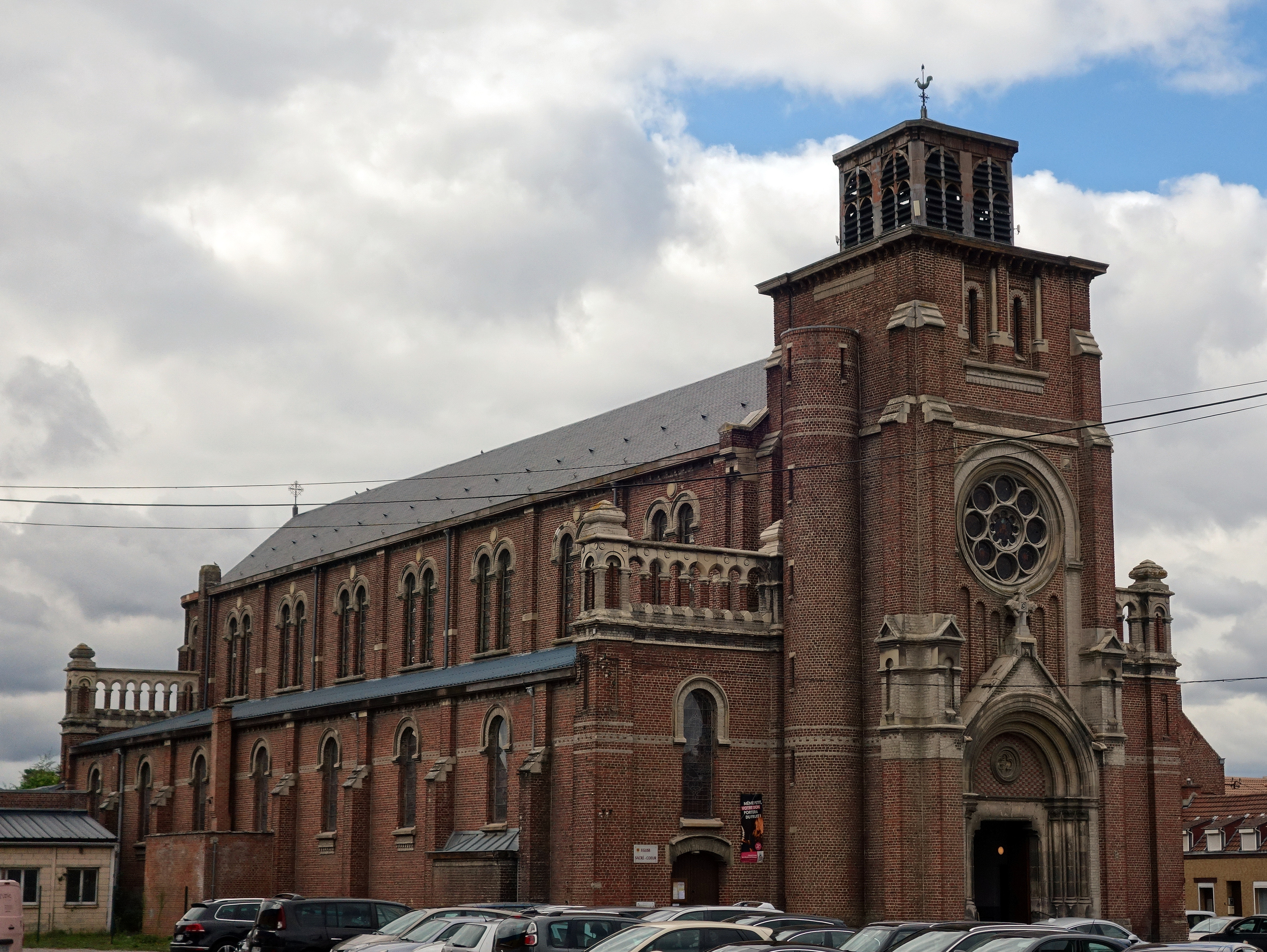
Kirche Sacré-Cœur
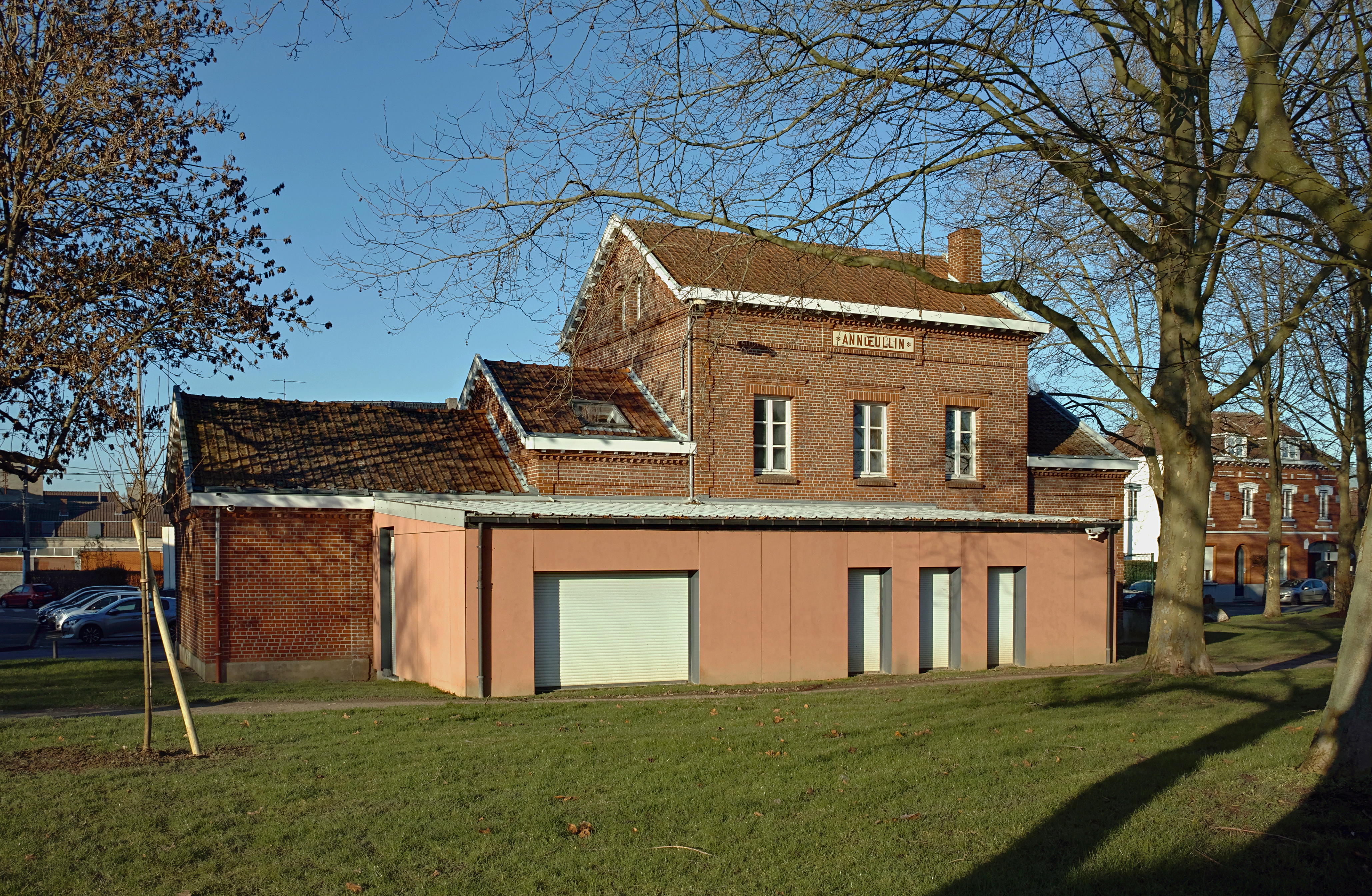
Ehemaliger Bahnhof
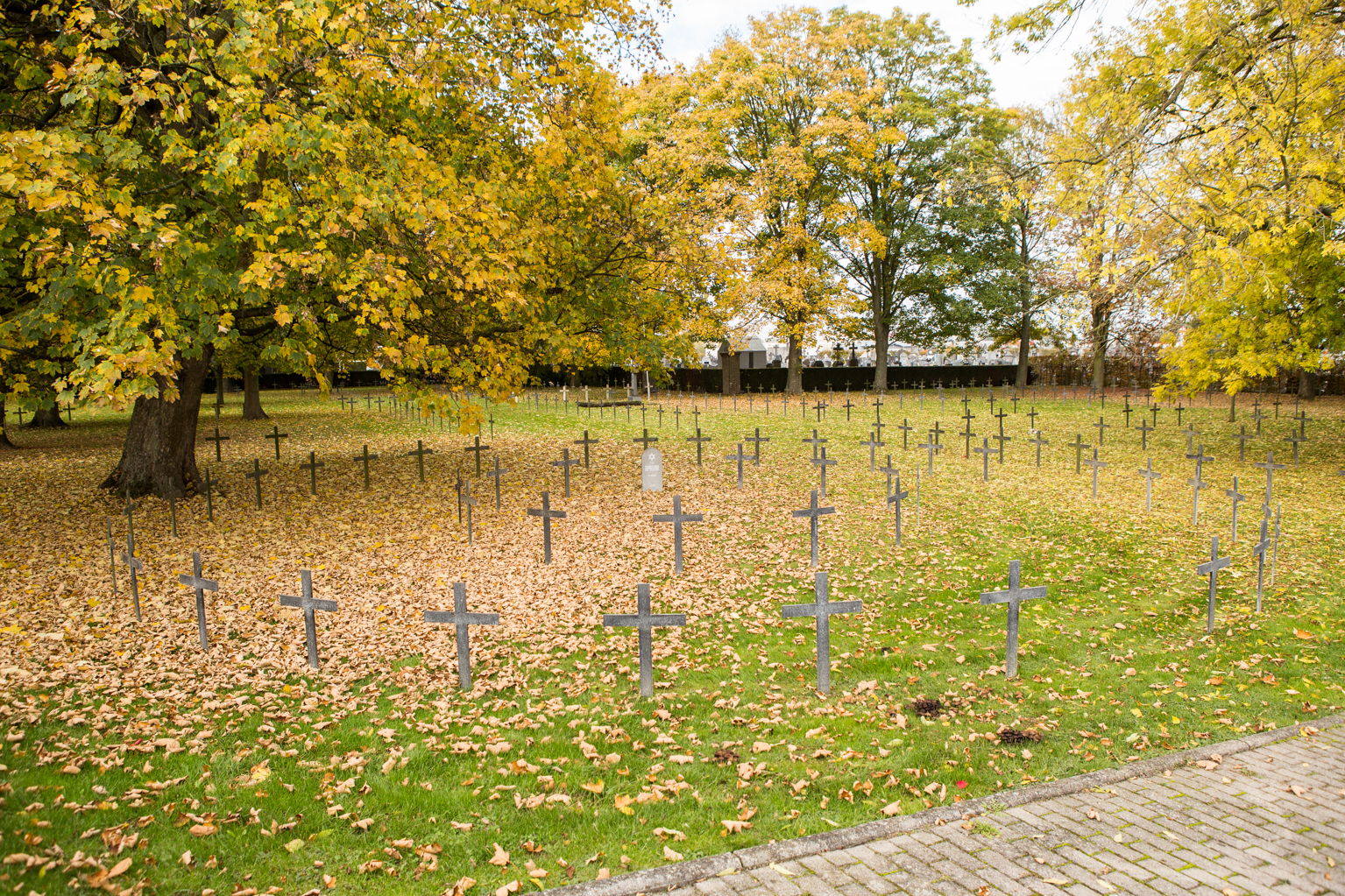
Deutscher Soldatenfriedhof

## Städtepartnerschaft
- Leinefelde-Worbis, Deutschland, seit 2000

## Persönlichkeiten
- Albert Ball (1896–1917), Jagdflieger
- Léon Deladerrière (1927–2013), Fußballspieler und -trainer
- Edmond Baraffe (1942–2020), Fußballspieler